# Genes, Brain and Behavior
Genes, Brain and Behavior is een peer-reviewed wetenschappelijk tijdschrift op het gebied van de neurogenetica en de gedragsgenetica. Het wordt sedert 2002 uitgegeven door Wiley-Blackwell en is het officiële tijdschrift van IBANGS, de International Behavioural and Neural Genetics Society. Volgens de Journal Citation Reports was in 2012 de impactfactor 3,597. De eerste hoofdredacteur was Wim Crusio (Centre national de la recherche scientifique, Bordeaux); hij werd opgevolgd door Andrew Holmes (NIAAA, National Institutes of Health, Bethesda, MD).